# Tajfuny
Tajfuny – polski zespół instrumentalny i wokalno-instrumentalny, powstały w październiku 1963 roku w warszawskim Klubie „Stodoła” na bazie Big Beat Sextetu. Wzorował się na zagranicznych grupach gitarowych, takich jak: The Shadows, The Ventures, Outlaws i The Spotnicks. W swoim repertuarze oprócz kompozycji własnych i współpracujących z zespołem kompozytorów (Sadowski, Korzyński, Loranc) miał również opracowania najróżniejszych tematów muzycznych, m.in. polskie wersje piosenek Cliffa Richarda (It’ll Be Me – Kiedy będziesz moją, When The Girl In Your Arms – Gdybyś ją tylko znał, Lucky Lips – Takie nic) w wykonaniu Janusza Godlewskiego.

Repertuar? Początkowo rzeczywiście królowały w nim utwory instrumentalne „pożyczane” od Niebiesko-Czarnych (Głos prerii) czy francuskich Les Chaussettes Noires (Czas rozmowy), potem zdarzały się przeróbki przebojów Fogga (Bluzeczka zamszowa) i Mirskiej (Zachodni wiatr), surfy Sadowskiego (Tramwaj numer 24, Na kosmodromie), a także, traktowane wyłącznie jako ciekawostki muzyczne, wspólne nagrania z polskim Murzynem Janem Florczykiem (Dlaczego niedźwiedź w zimie śpi?, Beatlesowskie Yesterday, czyli Zwykły dzień w 1966) oraz występy wokalne perkusisty Tumidajskiego (Barwy uśmiechu, rok później). Bez wątpienia warte uwagi i godne pochwały są w repertuarze Tajfunów kompozycje Kendelewicza: Sezam otwarty, Pod niebem takim jasnym (dla Florczyka), Bo róża też kolce ma, Przejdźmy wreszcie na ty (dla Gąssowskiego). Dużo dała Tajfunom przyjaźń i współpraca z Maciejem Kossowskim i Zbigniewem Bizoniem, którzy w 1967 tak szybko zaopiekowali się warszawskim zespołem, że błyskawicznie zdominowali trójkę instrumentalistów. Nic więc dziwnego, że z początkiem następnego roku Tajfuny przekształciły się w Bizony – formację, której styl i repertuar wyznaczał oczywiście Bizoń

## Historia
Po powrocie z letniego obozu studenckiego w Mielnie (były to ostatnie występy Big Beat Sextetu, które miały miejsce we wrześniu 1963 roku) muzycy zmienili nazwę i odtąd występowali, jako Tajfuny. Pierwszy skład grupy tworzyli: Bohdan Kendelewicz (gitara prowadząca, lider), Krzysztof Bańkowski (gitara rytmiczna), Zbigniew Antoszewski (gitara basowa) i Mirosław Bednarski (perkusja), którego jesienią 1964 roku wymienił Jerzy Tumidajski.
Początkowo Tajfuny nie miały stałego wokalisty. Pierwszym wokalistą z którym zespół współpracował, był Janusz Godlewski (ex Luxemburg Combo i Czerwono-Czarni; koniec 1963–1965), pod koniec 1963 roku w składzie pojawili się na krótko Piotr Miks oraz instrumentalista Wiesław Czerwiński (saksofon barytonowy, organy; wcześniej współpracownik Big Beat Sextetu), którzy wkrótce przeszli do Chochołów.

Dlaczego Tajfuny? Nazwa wiązała mi się z burzowym charakterem naszej muzyki, z resztą naszym pierwszym przebojem było Przed Burzą. Na pewno chcieliśmy odciąć się, przynajmniej nazwą, od kolorowych zespołów, od Czerwono-Czarnych i Niebiesko-Czarnych. Tajfuny zostały przegłosowane przez kolegów, którzy również proponowali swoje nazwy

Mimo iż grupa wykonywała głównie utwory instrumentalne, szybko zdobyła popularność w całym kraju za sprawą której umożliwiono jej rejestrację pierwszych nagrań radiowych i płytowych (także tych, które trzeba było nagrać ze względu na potrzeby komercyjnego rynku), co miało miejsce wiosną 1964 roku. Po radiowym sukcesie nagrań Białe wzgórza i Zwrotnik Raka nawiązujących brzmieniem do zachodnich zespołów gitarowych Tajfuny wraz z J. Godlewskim wystąpiły na II KFPP w Opolu.
Sukces odniesiony u boku największych gwiazd piosenki oraz entuzjastyczne przyjęcie serii lipcowych i sierpniowych koncertów w sopockim „Non Stopie” i w Halii Gwardii zaowocowały wieloma propozycjami ze strony piosenkarzy, którzy szukali zespołu akompaniującego. Zespół objechał Polskę z programem Zgaduj Zgaduli i towarzyszył Helen Shapiro w jej krajowym tournée. I miejsce w plebiscycie miesięcznika Jazz na najpopularniejszych wykonawców 1964 roku w którym grupa wyprzedziła Niebiesko-Czarnych stanowiło pomyślne podsumowanie roku.
W 1965 roku zespół zarejestrował kolejne utwory w Polskim Radio. Sesja nagraniowa zaowocowała przebojami: Rozstanie z morzem (inaczej Zachodni wiatr), Stalowa woda, Sezam otwarty. Od wiosny do jesieni 1965 r. muzycy zespołu często nagrywali i występowali pod nazwą Ricercar 64. Była to nazwa ansamblu Andrzeja Korzyńskiego.
W czerwcu 1965 r. Tajfuny używając tej nazwy akompaniowały Piotrowi Szczepanikowi podczas III KFPP w Opolu, zaś 9 grudnia 1965 roku zespół zaprezentował się na warszawskiej Gitariadzie (obok Czerwono-Czarnych, Niebiesko-Czarnych, Polan i Czerwonych Gitar), gdzie brawurowo wykonał Taniec z szablami A. Chaczaturiana.
W czerwcu w 1966 roku grupa wystąpiła na IV KFPP w Opolu ze swoim nowym wokalistą Janem Florczykiem. W tym samym roku Tajfuny (B. Kendelewicz – gitara, K. Bańkowski – gitara, Z. Antoszewski – gitara basowa, J. Tumidajski – perkusja) wystąpiły jako zespół „Żywioły” w komedii w reż. Jana Rutkiewicza, pt. Kochajmy syrenki (premiera: 25 kwietnia 1967).
Latem dłuższą współpracę z zespołem rozpoczyna Wojciech Gąssowski z którym muzycy nagrali jego ówczesne przeboje, na czele z piosenkami: Żal i Zielone wzgórza nad Soliną.

Soliści, owszem, byli bliscy Tajfunom temperamentem, motorycznością, przede wszystkim zainteresowaniami muzycznymi, co obu stronom wychodziło na dobre. Byli to kolejno: Janusz Godlewski, Marek Tarnowski, Wojciech Gąssowski, Maciej Kossowski, Zbigniew Bizoń, Juliusz Wystup

Wkrótce jednak grupa rozpoczęła współpracę z radiowym „Studiem M-2” i stała się częścią zespołu studyjnego Młodzieżowego Studia „Rytm” pod kierunkiem A. Korzyńskiego (ex- Ricercar 64). Skład formacji był płynny. Czasami obok grającego na organach lidera tworzyli ją w całości muzycy Tajfunów, którzy nagrywali również z zespołami Piotra Figla i Krzysztofa Sadowskiego oraz orkiestrami Stefana Rachonia i Edwarda Czernego.
Zespół nagrywał podkłady muzyczne i towarzyszył na estradzie tak różnym wykonawcom, jak m.in.: Czesław Niemen, Piotr Szczepanik (ze Szczepanikiem Tajfuny nagrały jeden z jego największych przebojów – nastrojową piosenkę Goniąc kormorany), Marek Tarnowski, Anna German, Helena Majdaniec, Dana Lerska, Danuta Rinn, Juliusz Wystup, Bohdan Łazuka, Mieczysław Wojnicki, Alibabki, czy Siostry Panas. Była to cena jaką zapłacił za możliwość regularnego nagrywania i dostęp do anteny radiowej (zapłaciły ją także Chochoły).
Jesienią 1966 roku do składu grupy dokooptowani zostali dwaj byli muzycy zespołu Czerwono-Czarni: Maciej Kossowski (śpiew, trąbka) oraz Zbigniew Bizoń (saksofon tenorowy, fortepian, organy, śpiew), który pełnił również funkcję kierownika muzycznego. Ich zainteresowania muzyczne wkrótce poczęły zmieniać oblicze muzyczne Tajfunów. W kwietniu 1967 roku grupa występowała w nocnym lokalu Kongresowa w Warszawie, następnie latem razem z Czerwono-Czarnymi w „Non Stopach” w Międzyzdrojach i Świnoujściu.
Wiosną zespół opuścił Antoszewski, a funkcję basisty przejął Bańkowski. We wrześniu po zarejestrowaniu swych ostatnich nagrań radiowych dla Młodzieżowego Studio „Rytm” Tajfuny wyjechały do Soczi na koncerty z okazji Tygodnia Kultury Polskiej. Nakładem Melodii ukazał się longplay, pt. Польская Эстрада (1968) na którym zaśpiewali: M. Kossowski, Hanna Konieczna i Nina Urbano (na czwórce już tylko Kossowski i Konieczna). Po powrocie z ZSRR zespół odbył jeszcze dwie trasy po kraju, akompaniując H. Majdaniec i D. Lerskiej. Były to ostatnie występy pod tą nazwą.
W styczniu 1968 roku Tajfuny po raz kolejny zmieniły skład i przekształciły się w Bizony. Kossowski wybrał karierę solową. 24 maja 1996 roku reaktywowane Tajfuny wystąpiły w klubie Stodoła podczas koncertu, zatytułowanego Warszawski rock and roll lat 60. Z brzytwą na poziomki (został udokumentowany na płycie, pt. Warszawski Rock & Roll. Live in Concert), a następnie w Centrum Łowicka (1997) i w Sali Kongresowej (1999).
W 2008 roku, nakładem Polskiego Radia ukazała pierwsza w historii grupy płyta kompaktowa z serii Z Archiwum Polskiego Radia, Vol. 7. Znajduje się tutaj komplet instrumentalnych nagrań radiowych zarejestrowanych w latach 1964–1966 (cztery z nich z udziałem Grupy Wokalnej „Meteory” i jedno z udziałem klarnecisty Józefa Mazurkiewicza) oraz nagrania koncertowe z opolskich festiwali z udziałem J. Godlewskiego, J. Florczyka i ze stołecznej Gitariady, która odbyła się w Sali Kongresowej w grudniu 1965 roku z gościnnym udziałem W. Czerwińskiego (organy).
W 2012 roku Polskie Nagrania wydały kolejny kompakt Tajfunów z serii Gwiazdy Polskiego Big Beatu, gdzie tym razem przeważały piosenki w wykonaniu: J. Godlewskiego, Meteorów (wokalizy), W. Gąssowskiego, Alibabek, M. Kossowskiego, Krystyny Konarskiej, J. Wystupa i J. Florczyka (Zielone wzgórza nad Soliną z gościnnym udziałem Cezarego Szlązaka – fortepian).

## Dyskografia[12][13][14]

### Czwórki
- 1964: Tajfuny oraz J. Godlewski Dzień lub dwa (EP, Veriton V-288)
- 1965: P. Szczepanik, Ricercar 64 Kolędy (EP, Veriton V-308)
- 1965: Tajfuny Przed burzą (EP, Muza N-0377)
- 1965: Alibabki, Tajfuny W rytmach Jamajca Ska (EP, Veriton V-304)
- 1966: Alibabki, Tajfuny Czarny kot (EP, Muza N-0392)
- 1966: Siostry Panas, Tajfuny Wakacyjna piosenka (EP, Pronit N-0400)
- 1966: Siostry Panas, Tajfuny Wakacyjna piosenka (EP, Pronit EN-069) (etykietka w jęz. rosyjskim)
- 1966: Siostry Panas, Tajfuny Zły chłopak (EP, Muza N-0436)
- 1966: W. Gąssowski, Tajfuny Żal (EP, Pronit N-0468)
- 1966: Tajfuny, Meteory Na kosmodromie (EP, Muza N-0396)
- 1966: Tajfuny, M. Tarnowski, Alibabki Dlaczego niedźwiedź w zimie śpi (EP, Pronit N-0444)
- 1966: Tajfuny Bambiaszek i jego koledzy (EP, Muza N-0402)
- 1967: W. Gąssowski, Tajfuny, gościnnie: C. Szlązak – fortepian (1), W. Wander i W. Bernolak – chórki (3) Zielone wzgórza nad Soliną (EP, Muza N-0494)
- 1967: M. Kossowski, Tajfuny Nie pozwól mi (EP, Muza N-0512)
- 1968: Tajfuny Балада О Ночном Экспрессе (EP, Melodia Д-000895; Д-000896; ГД-000895-6)

### Pocztówki dźwiękowe
- 1965: Zachodni wiatr (PD, Muza KP-81)
- 1966: Na kosmodromie (PD, Ruch R-0021)
- 1967: Zielone wzgórza nad Soliną (PD, Ruch R-0049)

### Kompilacje
- 1965: P. Szczepanik, Ricercar 64, Tajfuny Nigdy więcej (EP, Pronit N-0359)
- 1965: D. Lerska, Tajfuny, Zesp. instr. J. Abratowskiego Mój ulubiony kwiat (EP, Pronit N-0367)
- 1966: Popołudnie z młodością (LP, Pronit XL-0319)
- 1966: Alibabki, Tajfuny, Ragtime Jazz Band (EP, Pronit N-0393)
- 1966: Meteory, Tajfuny (SP, Muza SP-206)
- 1966: Alibabki, Tajfuny (SP, Pronit SP-205)
- 1966: Siostry Panas, Tajfuny (SP, Pronit SP-225)
- 1966: K. Konarska, Zesp. „Studia Rytm”, Tajfuny (EP, Muza N-0403)
- 1966: Rytmy nastolatków (EP, Veriton V-311)
- 1967: Tajfuny, Zesp. instr. Z. Antoszewskiego Zachodni wiatr / Bonanza (SP, Pronit SP-148)
- 1967: Siostry Panas, Tajfuny (SP, Pronit SP-161)
- 1967: Niech zawsze będzie słońce (LP, Muza XL-0380)
- 1967: 1000 taktów młodości (LP, Pronit XL-0370)
- 1967: B. Łazuka Życzenia dla pań (LP, Muza XL-0407)
- 1967: Coctail młodości (LP, Pronit XL-0417)
- 1967: Z młodością na ty (LP, Muza XL-0435)
- 1968: Tajfuny, Оркестр П/У А. Бадхена, Оркестр П/У В. Людвиковского Польская Эстрада (LP, Melodia 33D-22595/33D-22596) (zbiór nagrań zespołu z piosenkarzami)
- 1975: Goniąc kormorany – Przeboje Andrzeja Tylczyńskiego (LP, Pronit SXL-1168)
- 1977: Zbudujemy nową Polskę – Najpiękniejsza jest moja Ojczyzna (LP, Muza SX-1517)
- 1979: Z archiwum Veritonu. Nasze debiuty – zespoły (LP, Veriton SXV-804)
- 1991: Tajfuny. Gwiazdy Mocnego Uderzenia (LP, Muza SX-3061; MC CK 1271)
- 1991: Złote lata polskiego beatu 1964 (LP, Muza SX-3006)
- 1991: Złote lata polskiego beatu 1965 vol. 1 (LP, Muza SX-3048)
- 1991: Złote lata polskiego beatu 1965 vol. 2 (LP, Muza SX-3048)
- 1991: Złote lata polskiego beatu 1966 vol. 1 (LP, Muza SX-3049)
- 1991: Złote lata polskiego beatu 1967 vol. 1 (LP, Muza SX-3051)
- 1991: Złote lata polskiego big beatu 1967 vol. 2 (LP, Muza SX-3052)
- 1993: Szalone lata 60. – Przeboje polskiego beatu Vol. 1 (CD, Muza PNCD 249)
- 1993: Szalone lata 60. – Przeboje polskiego beatu Vol. 2 (CD, Muza PNCD 250)
- 1994: Złote Przeboje 60-70, v. 3 (MC, InterSonus ISK-010)
- 1994: Gitarmania (CD, Muza PNCD 224)
- 1996: M. Kossowski Nie mówię żegnaj (CD, Muza PNCD 343)
- 1998: Warszawski Rock&Roll. Live in Concert (CD, Yesterday YES-CD 3)[10]
- 1998: Mega Hity lat 60. (CD, Muza PNCD 425)
- 2000: Najpiękniejsze ballady lat 60. (CD, Muza PNCD 438)
- 2001: Och, ty w życiu Janusza Senta. Przygody z ... (CD, Muza PNCD 515)
- 2001: Andrzej Januszko – kompozytor (CD, Muza PNCD 548)
- 2003: Będę czekać. Polskie perły: Agnieszka Osiecka (CD, Muza PNCD 734)
- 2003: B. Łazuka A jednak ja (CD, Muza PNCD 737)
- 2003: Augustowskie noce (CD, Muza PNCD 801)
- 2004: K. Konarska 45 rpm: kolekcja singli i czwórek (CD, Muza PNCD 837)
- 2008: Z Archiwum Polskiego Radia, Vol. 7. Tajfuny. Nagrania Radiowe z lat 1964–1966 (CD, Polskie Radio, PRCD 1080) (zbiór nagrań zespołu)
- 2008: Kolorowe lato (CD, Muza PNCD 1221)
- 2009: Warszawski Rock and Roll lat 60. (CD, Muza PNCD 1262; LP Muza SX-4009)[15]
- 2010: Wakacyjne piosenki (CD, Muza PNCD 1336)
- 2012: B. Łazuka 40 piosenek (2 CD, Muza PNCD 1455)
- 2012: Gwiazdy Polskiego Big Beatu: Tajfuny (CD, Muza PNCD 1466) (zbiór nagrań zespołu; gościnnie: C. Szlązak (15))
- 2014: Wakacje w stylu retro (CD, Muza PNCD 1604)
- 2020: Brzdęk! Instrumentalne przygody bigbitowców (CD, GAD Records GAD CD 139)[16]
- 2023: Sezam otwarty. Nagrania instrumentalne z lat 1964–1967 (2 CD, Kameleon Records KAMCD 110/111)[17]
- Ponadto wiele kasetowych i kompaktowych składanek z nagraniami Piotra Szczepanika. Niekiedy trudno jest ustalić, czy daną płytę nagrywał Zespół instr. „Studia Rytm”, czy Ricercar 64 z muzykami Tajfunów, ponieważ nie wszędzie podano skład.

### Kompilacje bez podanego roku wydania
- Polonezem przez Polskę (MC, Wifon NK-443)
- Dancing w Ciechocinku (3 CD, Muza PNCD 1393)
- M. Kossowski Wakacje z blondynką (CD, Muza PNCD 1438)

### Nagrania radiowe
- 1964: Białe wzgórza (instr.), Czas rozmowy (instr.), Niespokojna noc (instr.), Przed burzą (instr.)[1], Zwrotnik Raka (instr.);

- 1965: Głos prerii (instr.), Na Ornaku (voc. Meteory; instr.)[1], Bluzeczka zamszowa, Niepotrzebny parasol (instr.), Rozstanie z morzem [Zachodni wiatr] (instr.), Sezam otwarty (instr.), Stalowa woda (instr.);

- 1966: Ostatni podmuch wiatru (nagranie odnalezione w P. R. Lublin[18][19]), My i oni (nagranie odnalezione w P. R. Lublin)[19], Na kosmodromie (voc. Meteory; instr.)[1], Nieoczekiwane rozwiązanie (instr. z J. Mazurkiewiczem na klarnecie), Optymistyczna melodia (voc. Meteory; instr.)[1], Przez mrok (instr.)[1], Spacer przy księżycu (voc. Meteory; instr.)[1], Tramwaj numer 24 (instr.)[1], Dlaczego niedźwiedź w zimie śpi (voc. J. Florczyk), Różowy dzień (voc. J. Florczyk), Pod niebem tak jasnym (voc. J. Florczyk), Zwykły dzień [Yesterday] (voc. J. Florczyk), Jak jest mnie tak jest tobie (voc. Siostry Panas), Żal (voc. W. Gąssowski), Bo róża też kolce ma (voc. W. Gąssowski), Spójrz wszystko jest tak samo (voc. W. Gąssowski), Dziś nie mam nic (voc. W. Gąssowski);

- 1967: Mój ulubiony kwiat (voc. D. Lerska), Ballada o nocnym ekspresie (voc. M. Kossowski), Duże drzewa (voc. Z. Bizoń), Nie pozwól mi (voc. M. Kossowski), Mnie się nie śpieszy (voc. M. Kossowski), Gdzie odnajdę swoje szczęście (voc. M. Kossowski), Przecież nie jest źle (voc. M. Kossowski), Barwy uśmiechu (voc. J. Tumidajski), Dlaczego jesteś smutny (voc. J. Wystup), Taka mgła (voc. M. Kossowski), Królewna kruków (voc. J. Wystup), Co niesie nam cza (voc. M. Dąbrowska), Wiatr od Klimczoka (voc. M. Kossowski), Zielone wzgórza nad Soliną (voc. W. Gąssowski), Powiedz jaką chcesz piosenkę (voc. W. Gąssowski), Tysiąc szans (voc. zespół), Przejdźmy wreszcie na ty (voc. W. Gąssowski).

### Nagrania koncertowe zarejestrowane przez Polskie Radio[1]
- 1964: Białe wzgórza (II KFPP w Opolu), Droga na księżyc (II KFPP w Opolu), Powiem nie (voc. J. Godlewski; II KFPP w Opolu), Tramwaj numer 24 (voc. J. Godlewski; II KFPP w Opolu), Zwrotnik raka (II KFPP w Opolu);

- 1965: Dom wschodzącego słońca [The House Of The Rising Sun] (instr.; Gitariada), Taniec z szablami (instr.; Gitariada)[4];

- 1966: Sygnał zespołu Tajfuny (IV KFPP w Opolu), Ej, ta droga (IV KFPP w Opolu), My i oni (IV KFPP w Opolu), Bo róża też kolce ma (voc. J. Florczyk; IV KFPP w Opolu), Dlaczego niedźwiedź w zimie śpi (voc. J. Florczyk; KFPP w Opolu).